# NGC 5171
NGC 5171 ist eine 12,9 mag helle Elliptische Galaxie vom Hubble-Typ E-S0 im Sternbild der Jungfrau. Sie ist schätzungsweise 306 Millionen Lichtjahre von der Milchstraße entfernt und hat einen Durchmesser von etwa 100.000 Lj.
Die Galaxie ist das hellste Objekt einer kleinen Gruppe, die noch aus NGC 5176, NGC 5177, NGC 5178 und NGC 5179 besteht.
Das Objekt wurde am 5. Mai 1883 von George Washington Hough entdeckt, der dabei „Double. Nebula, round, condensed“ notierte.